# Semecarpus anacardium
Semecarpus anacardium är en sumakväxtart som beskrevs av Carl von Linné d.y.. Semecarpus anacardium ingår i släktet Semecarpus och familjen sumakväxter. Inga underarter finns listade i Catalogue of Life.